# Erich Suhrbier
Erich Suhrbier (Rostock, Alemania, 25 de abril de 1938) es un deportista alemán que compitió para la RFA en piragüismo en la modalidad de aguas tranquilas.
Ganó una medalla en el Campeonato Mundial de Piragüismo de 1963 y tres medallas en el Campeonato Europeo de Piragüismo entre los años 1961 y 1965.

## Palmarés internacional
| Campeonato Mundial | Campeonato Mundial | Campeonato Mundial | Campeonato Mundial |
| Año                | Lugar              | Medalla            | Competición        |
| ------------------ | ------------------ | ------------------ | ------------------ |
| 1963               | Jajce (Yugoslavia) | Medalla de bronce  | K2 10 000 m        |
| Campeonato Europeo |                    |                    |                    |
| Año                | Lugar              | Medalla            | Competición        |
| 1961               | Poznań (Polonia)   | Medalla de plata   | K2 10 000 m        |
| 1963               | Jajce (Yugoslavia) | Medalla de bronce  | K2 10 000 m        |
| 1965               | Bucarest (Rumania) | Medalla de bronce  | K4 1000 m          |